# Prix Zilarrezko Euskadi
Le prix Zilarrezko Euskadi ou Premios Euskadi de Plata en espagnol, est un prix littéraire remis par l'Association des libraires du Guipuscoa. Il récompense les romans en langue basque et en langue espagnole ayant le plus de succès sur le territoire de la communauté autonome d'Euskadi.

## Histoire
Au départ, depuis 1995, le prix récompensait les romans de l'année précédent les plus vendus à la date de la Journée Mondiale du livre et du droit d'auteur (23 avril).
Depuis 2007, le prix ne tient plus compte uniquement du chiffre des ventes, mais d'un vote qualitatif du jury.

## Lauréats

### Romans en langue basque
Liste des gagnants du prix du meilleur livre en langue basque : 
- 2018 : Eider Rodriguez, pour Bihotz handiegia[2]
- 2017 : Juan Luis Zabala, pour Txistu eta biok[3]
- 2016 : Alaine Agirre pour X hil da[4]
- 2015 : Danele Sarriugarte pour Erraiak[5]

### Romans en langue espagnole
Liste des gagnants du prix du meilleur livre en langue espagnole :
- 2018 : Vivian Gornick pour Apegos feroces.
- 2017 : William Finnegan pour Años salvajes
- 2016 : James Rhodes pour Instrumental
- 2015 : Parinoush Saniee pou El libro de mi destino